# Мікеле Джузеппе Канале
Мікеле Джузеппе Канале (італ. Michele Giuseppe Canale, 10 жовтня 1806, Генуя — 4 червня 1890, Генуя) — італійський політичний діяч, історик, письменник. Дослідник історії Північного Причорномор'я.

## Життєпис
Народився 10 жовтня 1806 року в місті Генуя (на той час приєднана Наполеоном до Першої Французької імперії). Від 1828 брав участь у русі карбонаріїв, згодом — у республіканському товаристві «Молода Італія», очолюваному Джузеппе Мадзіні. У подальші роки — професор історії та географії Королівського технічного інституту й директор муніципальної бібліотеки в Генуї.
Помер у місті Генуя.

## Наукова та літературна діяльність
Досліджував минуле Північного Причорномор'я. Результати своїх студій виклав, зокрема, у монографії «Про Крим та його господарів від витоків до Паризького трактату» (1856), а також у багатотомній «Історії Генуезької республіки», де вмістив матеріали про діяльність генуезьких колоній у Криму (див. Італійська колонізація Північного Причорномор'я). 1858 заснував «Лігурійське товариство вітчизняної історії», яке розгорнуло вивчення і публікацію генуезьких архівних документів про Тавриду доби Середньовіччя. У своїх художніх творах популяризував ідеї національно-визвольної боротьби італійського народу. Автор праць з історії мореплавства.

### Праці
- Della Crimea e dei suoi dominatori dalle sue origini fino al trattato di Parigi. Genova, 1856.

## Звання
Дійсний член Одеського товариства історії та старожитностей, член-кореспондент Берлінської та Петербурзької академій наук.